# Allogymnopleurus spilotus
Allogymnopleurus spilotus är en skalbaggsart som beskrevs av Macleay 1821. Allogymnopleurus spilotus ingår i släktet Allogymnopleurus och familjen bladhorningar. Inga underarter finns listade i Catalogue of Life.